# Camiling
Camiling ist eine Großraumgemeinde in der Provinz Tarlac auf der Insel Luzon auf den Philippinen. Sie hat 83.248 Einwohner (Zensus 1. August 2015), die in 61 Barangays leben. Sie gehört zur 1. Einkommensklasse der Gemeinden auf den Philippinen. Sie liegt ca. 34 km nördlich von Tarlac City und ca. 150,09 km und nordwestlich von der philippinischen Hauptstadt Manila und ist von dort über den Mc Arthur Highway zu erreichen.

## Barangays
- Anoling 1st
- Anoling 2nd
- Anoling 3rd
- Bacabac
- Bacsay
- Bancay 2nd
- Bilad
- Birbira
- Bobon 1st
- Bobon 2nd
- Bobon Caarosipan
- Cabanabaan
- Cacamilingan Norte (with Kipping village)
- Cacamilingan Sur
- Caniag
- Carael
- Cayaoan
- Cayasan
- Florida
- Lasong
- Libueg
- Malacampa
- Manaquem
- Manupeg
- Marawi
- Matubog
- Nagrambacan
- Nagserialan
- Palimbo Proper
- Palimbo-Caarosipan
- Pao 1st
- Pao 2nd
- Pao 3rd
- Papaac
- Pindangan 1st
- Pindangan 2nd
- Pob. A
- Pob. B
- Pob. C
- Pob. D
- Pob. E
- Pob. F
- Pob. G
- Pob. H
- Pob. I
- Pob. J
- San Isidro (Bancay 1st)
- Santa Maria
- Sawat
- Sinilian 1st (with Sitio Cabaluangan and Nangalisan)
- Sinilian 2nd (with Sitio Barikir)
- Sinilian 3rd
- Sinilian Cacalibosuan
- Sinulatan 1st
- Sinulatan 2nd
- Surgui 1st
- Surgui 2nd
- Surgui 3rd
- Tambugan
- Telbang
- Tuec